# Brasão de armas do Níger

O brasão de armas do Níger mostra uma parte de quatro bandeiras nacionais do país nas cores laranja, branco e verde. No meio, está o selo do Estado. Num escudo a verde e dourado são mostrados quatro símbolos. No meio, existe um sol, do lado esquerdo existe uma lança vertical com duas espadas tuaregues atravessadas, à direita são três cabeças e um milheto de pérola, e abaixo é a vista frontal da cabeça de um zebu. Sob o brasão, existe uma fita que ostenta o nome do país em francês: Republique du Níger.

## Significado dos símbolos e cores
- Laranja: corresponde ao deserto do Saara, que se situa na fronteira norte do país.
- Verde: representa a erva das planícies, no sul e oeste, que flui através do rio Níger.
- Branco: representa a esperança.